# (3164) Prast
(3164) Prast es un asteroide perteneciente al cinturón de asteroides, descubierto el 24 de septiembre de 1960 por Cornelis Johannes van Houten en conjunto a su esposa también astrónoma Ingrid van Houten-Groeneveld y el astrónomo Tom Gehrels desde el Observatorio del Monte Palomar, Estados Unidos.

## Designación y nombre
Designado provisionalmente como 6562 P-L. Fue nombrado Prast en honor a “Martin Prast” amigo de uno de los exploradores, que fundó una asociación de ayuda a minusválidos de la guerra del Vietnam.